# NGC 149
NGC 149 (również PGC 2028 lub UGC 332) – galaktyka soczewkowata (S0), znajdująca się w gwiazdozbiorze Andromedy. Odkrył ją Édouard Jean-Marie Stephan 4 października 1883 roku.